# Ибрагимгаджиев, Анвар Иманалиевич
Анвар Иманалиевич Ибрагимгаджиев (27 сентября 1991, с. Чанко, Ботлихский район, Дагестанская АССР, СССР) — российский футболист, защитник.

## Клубная карьера
Воспитанник махачкалинской школы «РСДЮШОР-2», занимался в которой с 2000 года В 2005 году перебрался в Москву, где занимался в футбольной школе «ФШМ-Торпедо». В 2009 году выступал за «Академию» Димитровград, за которую провёл 25 матчей во Втором дивизионе. В 2010 году перебрался в махачкалинский «Анжи», за который провёл один матч в Кубке России, 14 июля 2010 года, в выездном матче 1/16 Кубка России против клуба «Псков-747», после перерыва выйдя на замену Магомеду Абидинову. Летом 2012 года перешёл в «Химки», сыграв лишь один матч в ФНЛ, на 75-й минуте матча «Уфа» — «Химки», выйдя на замену Александру Козлову С марта 2013 года выступал за молдавский клуб «Зимбру» Кишинёв, за который дебютировал 30 марта 2013 года в домашнем матче против клуба «ЦСКА-Рапид». 27 февраля 2014 года вернулся в «Анжи».

## Национальная сборная
Входил в состав юношеской сборной России (футболисты 1991 года рождения).